# لين توماس (لاعبة كريكت)
لين توماس (بالإنجليزية: Lynne Thomas)‏ (29 سبتمبر 1939 في المملكة المتحدة - ) هي لاعبة كريكت بريطانية.

## وصلات خارجية
- لين توماس على موقع إي آس بي آن كريك إنفو (الإنجليزية)